# Беззвучна зъбна проходна съгласна
Беззвучната зъбна проходна съгласна (известна и като беззвучна зъбна фрикативна/търкава) е вид съгласна, която се среща в някои езици. Такива са например английският и албанският, където е обозначавана с th; или исландският, където съществува нарочна буква Þ. Нейната звукова стойност в МФА се отбелязва чрез [θ].